# 本傑明維爾 (伊利諾伊州)
本傑明維爾（英語：Benjaminville）是位於美國伊利諾伊州麥克萊恩縣的一個非建制地區。該地的面積和人口皆未知。

## 地理
本傑明維爾的座標為40°28′35″N 88°48′22″W / 40.47639°N 88.80611°W，而該地的平均海拔高度為258米（即846英尺）。